# Salsa choke
La salsa choke es un estilo musical del género salsa. Sus orígenes son la fusión del choke colombiano y la salsa. Se produjo antes el fenómeno de lo que se llamaba paipa o choke, que luego terminó dando origen a la salsa choke. Este estilo de tipo urbano nació en 2004 en la región del pacífico colombiano, inspirado en la salsa tradicional, añadiéndole el son urbano y sonidos de origen africano.

## Origen
El género nace en Tumaco en 2004. El nombre nace porque la gente lo empezó a bailar chocando el cuerpo, pero fue evolucionando y llegó al baile que se realiza hoy día.
A nivel internacional, también traspasó fronteras y se popularizó por toda la costa pacífica de Perú y Ecuador. Este género fue tomando un papel importante en discotecas ecuatorianas, sobre todo esmeraldeñas.[cita requerida]

## Expansión a nivel nacional e internacional
Aunque este género musical comenzó en Tumaco, se empezó a expandir a nivel nacional e internacional en ciudades tales como  Guapi, Buenaventura, Cali, Palmira, Cartagena, Medellín, Tuluá, Barranquilla, Quibdó en Colombia y también en la Guayas, Manabí, Salinas, Quito en Ecuador.
Los jugadores de la selección Colombia también popularizaron el fenómeno, ya que en los camerinos o fuera de ellos cuando celebraban un gol lo hacían bailando con este estilo.

## Baile
La base de este baile es mover los pies y las caderas dos veces a cada lado, coordinados con las manos. Es un paso similar al paso más común de la bachata, pero al doble de velocidad. Además de este existen muchas variaciones de las cuales los más conocidos son "el brincaíto", "cobando", "el champú", "pateando el balón", entre otros.